# Parrocchie della diocesi di Casale Monferrato

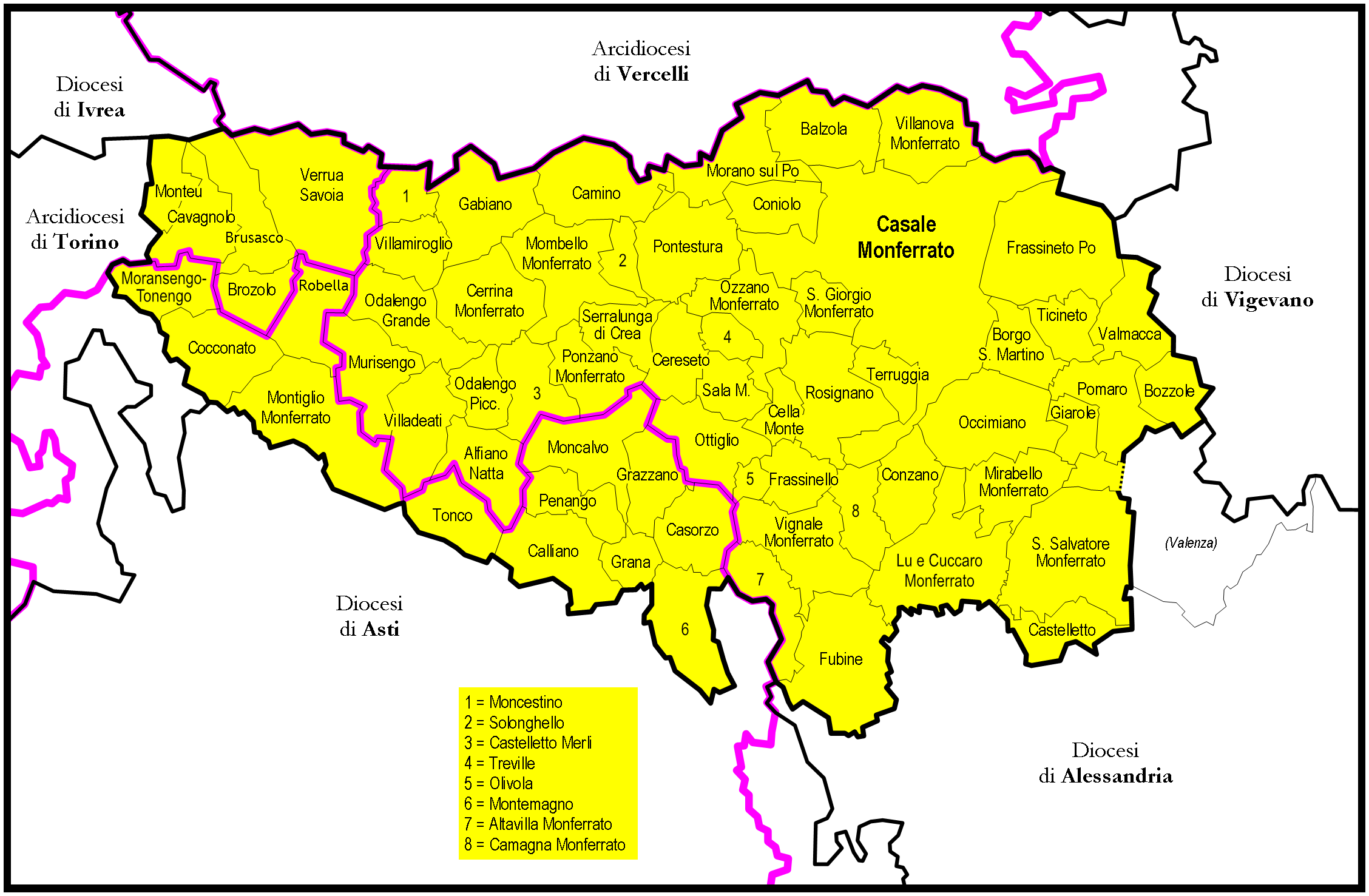
Il territorio della diocesi

Le parrocchie della diocesi di Casale Monferrato sono 115, raggruppate in 12 unità pastorali.

## Unità pastorali

### Unità pastoraleSant'Evasio
| Parrocchia             | Patrono                              | Comune            | Frazione/Quartiere |
| ---------------------- | ------------------------------------ | ----------------- | ------------------ |
| Cattedrale             | Sant'Evasio                          | Casale Monferrato | centro             |
| Casale - San Domenico  | San Domenico                         | Casale Monferrato | centro             |
| Casale - Addolorata    | Santa Maria Addolorata               | Casale Monferrato | centro             |
| Casale - Sant'Ilario   | Sant'Ilario                          | Casale Monferrato | centro             |
| Casale - Santo Stefano | Santo Stefano Protomartire           | Casale Monferrato | centro             |
| Oltreponte             | Assunzione della Beata Vergine Maria | Casale Monferrato | Oltreponte         |
| Porta Milano           | Cuore Immacolato di Maria            | Casale Monferrato | Porta Milano       |

### Unità pastoraleI Quattro Evangelisti
| Parrocchia                 | Patrono                          | Comune            | Frazione/Quartiere |
| -------------------------- | -------------------------------- | ----------------- | ------------------ |
| San Germano                | San Germano                      | Casale Monferrato | San Germano        |
| Casale - SS. Maria e Carlo | Santa Maria e San Carlo Borromeo | Casale Monferrato | Ronzone            |
| Casale - Spirito Santo     | Santo Spirito                    | Casale Monferrato | centro             |
| Casale - Sacro Cuore       | Sacro Cuore di Gesù              | Casale Monferrato | Valentino          |

### Unità pastoraleSan Giovanni Paolo II
| Parrocchia           | Patrono                              | Comune               | Frazione/Quartiere   |
| -------------------- | ------------------------------------ | -------------------- | -------------------- |
| Villanova Monferrato | Sant'Emiliano                        | Villanova Monferrato | centro               |
| Balzola              | Assunzione della Beata Vergine Maria | Balzola              | centro               |
| Casale Popolo        | San Giovanni Battista                | Casale Monferrato    | Casale Popolo        |
| Morano sul Po        | San Giovanni Battista                | Morano sul Po        | centro               |
| Terranova Monferrato | San Giacomo Apostolo                 | Casale Monferrato    | Terranova Monferrato |

### Unità pastoraleMadonna dell'Argine – San Giovanni Bosco
| Parrocchia             | Patrono                      | Comune               | Frazione/Quartiere     |
| ---------------------- | ---------------------------- | -------------------- | ---------------------- |
| Frassineto Po          | Sant'Ambrogio                | Frassineto Po        | centro                 |
| Borgo San Martino      | Santi Quirico e Giulitta     | Borgo San Martino    | centro                 |
| Bozzole                | Visitazione di Maria Vergine | Bozzole              | centro                 |
| Giarole                | San Pietro Apostolo          | Giarole              | centro                 |
| Mirabello Monferrato   | San Vincenzo                 | Mirabello Monferrato | centro                 |
| Occimiano              | San Valerio                  | Occimiano            | centro                 |
| Pomaro Monferrato      | Santa Sabina                 | Pomaro Monferrato    | centro                 |
| Rivalba                | San Rocco                    | Valmacca             | Rivalba                |
| Santa Maria del Tempio | Santa Maria degli Angeli     | Casale Monferrato    | Santa Maria del Tempio |
| Ticineto               | Santa Maria Assunta          | Ticineto             | centro                 |
| Valmacca               | Natività di Maria Vergine    | Valmacca             | centro                 |
| Villabella             | Sant'Agata                   | Valenza              | Villabella             |

### Unità pastoraleSantissimo Salvatore
| Parrocchia               | Patrono                  | Comune                   | Frazione/Quartiere |
| ------------------------ | ------------------------ | ------------------------ | ------------------ |
| San Salvatore Monferrato | Santi Martino e Siro     | San Salvatore Monferrato | centro             |
| Camagna Monferrato       | Sant'Eusebio di Vercelli | Camagna Monferrato       | centro             |
| Castelletto Monferrato   | San Siro                 | Castelletto Monferrato   | centro             |
| Cuccaro Monferrato       | Santa Maria Assunta      | Lu e Cuccaro Monferrato  | Cuccaro Monferrato |
| Fosseto                  | Sant'Anna                | San Salvatore Monferrato | Fosseto Monferrato |
| Lu Monferrato            | San Valerio di Saragozza | Lu e Cuccaro Monferrato  | Lu                 |

### Unità pastoraleSanta Lucia
| Parrocchia              | Patrono                     | Comune                 | Frazione/Quartiere      |
| ----------------------- | --------------------------- | ---------------------- | ----------------------- |
| Vignale Monferrato      | San Bartolomeo Apostolo     | Vignale Monferrato     | centro                  |
| Altavilla Monferrato    | San Giulio di Orta          | Altavilla Monferrato   | centro                  |
| Casorzo Monferrato      | San Vincenzo di Saragozza   | Casorzo Monferrato     | centro                  |
| Conzano                 | Santa Lucia                 | Conzano                | centro                  |
| Franchini d'Altavilla   | San Defendente              | Altavilla Monferrato   | Franchini               |
| Frassinello Monferrato  | Assunzione di Maria Vergine | Frassinello Monferrato | centro                  |
| Fubine                  | Santa Maria Assunta         | Fubine Monferrato      | centro                  |
| Olivola                 | San Pietro Apostolo         | Olivola                | centro                  |
| Ottiglio                | Santi Eusebio e Germano     | Ottiglio               | centro                  |
| San Maurizio di Conzano | San Maurizio                | Conzano                | San Maurizio di Conzano |

### Unità pastoraleBeato Piergiorgio Frassati
| Parrocchia               | Patrono                   | Comune                 | Frazione/Quartiere       |
| ------------------------ | ------------------------- | ---------------------- | ------------------------ |
| Rosignano Monferrato     | San Vittore Martire       | Rosignano Monferrato   | centro                   |
| Cella Monte              | Santi Quirico e Giulitta  | Cella Monte            | centro                   |
| Ozzano Monferrato        | San Salvatore             | Ozzano Monferrato      | centro                   |
| Roncaglia Monferrato     | San Giuseppe              | Casale Monferrato      | Roncaglia                |
| Sala Monferrato          | Natività di Maria Vergine | Sala Monferrato        | centro                   |
| San Giorgio Monferrato   | San Giorgio Martire       | San Giorgio Monferrato | centro                   |
| San Martino di Rosignano | San Martino Vescovo       | Rosignano Monferrato   | San Martino di Rosignano |
| Stevani                  | San Giacomo Apostolo      | Rosignano Monferrato   | Stevani                  |
| Terruggia                | San Martino Vescovo       | Terruggia              | centro                   |
| Treville                 | Sant'Ambrogio             | Treville               | centro                   |

### Unità pastoraleSant'Agata – San Gottardo
| Parrocchia           | Patrono                         | Comune              | Frazione/Quartiere |
| -------------------- | ------------------------------- | ------------------- | ------------------ |
| Cerrina Monferrato   | Santi Nazario e Celso           | Cerrina             | centro             |
| Camino               | San Lorenzo Martire             | Camino              | centro             |
| Cantavenna           | San Carpoforo                   | Gabiano             | centro             |
| Casalino             | Spirito Santo                   | Mombello Monferrato | Casalino           |
| Castel San Pietro    | San Pietro Apostolo             | Camino              | Castel San Pietro  |
| Coniolo              | Santa Maria Assunta             | Coniolo             | Coniolo Alto       |
| Gabiano              | San Pietro Apostolo             | Gabiano             | centro             |
| Mombello Monferrato  | Santi Pietro e Anna             | Mombello Monferrato | centro             |
| Moncestino           | Assunzione di Maria Vergine     | Moncestino          | centro             |
| Montaldo             | San Candido                     | Cerrina             | Montaldo           |
| Montalero            | Natività di Maria Vergine       | Cerrina             | Montalero          |
| Odalengo Grande      | San Quirico                     | Odalengo Grande     | centro             |
| Pontestura           | Sant'Agata                      | Pontestura          | centro             |
| Pozzengo             | San Bonomio                     | Mombello Monferrato | Pozzengo           |
| Quarti di Pontestura | Natività di Maria Vergine       | Pontestura          | Quarti             |
| Rolasco              | San Clemente                    | Casale Monferrato   | Rolasco            |
| Solonghello          | Santi Andrea Apostolo e Eusebio | Solonghello         | centro             |
| Vallegioliti         | Santo Stefano Protomartire      | Villamiroglio       | Vallegioliti       |
| Varengo              | Santi Aurelio e Eusebio         | Gabiano             | Varengo            |
| Villamiroglio        | Santi Filippo e Michele         | Villamiroglio       | centro             |

### Unità pastoraleMadonna di Crea
| Parrocchia              | Patrono                  | Comune             | Frazione/Quartiere |
| ----------------------- | ------------------------ | ------------------ | ------------------ |
| Moncalvo                | Sant'Antonio di Padova   | Moncalvo           | centro             |
| Castelletto Merli       | Sant'Eusebio di Vercelli | Castelletto Merli  | centro             |
| Cereseto                | San Pietro Apostolo      | Cereseto           | centro             |
| Cioccaro                | San Vittore              | Penango            | Cioccaro           |
| Grazzano Badoglio       | Santi Vittore e Corona   | Grazzano Badoglio  | centro             |
| Guazzolo di Castelletto | Santissimo Nome di Maria | Castelletto Merli  | Guazzolo           |
| Penango                 | San Grato di Aosta       | Penango            | centro             |
| Ponzano Monferrato      | San Giovanni Battista    | Ponzano Monferrato | centro             |
| Salabue                 | Sant'Antonio Abate       | Ponzano Monferrato | Salabue            |
| Serralunga di Crea      | Santa Maria di Crea      | Serralunga di Crea | centro             |

### Unità pastoraleSanta Gianna Beretta Molla
| Parrocchia                | Patrono                                      | Comune           | Frazione/Quartiere |
| ------------------------- | -------------------------------------------- | ---------------- | ------------------ |
| Tonco                     | Santi Maria e Giuseppe                       | Tonco            | centro             |
| Alfiano Natta             | San Marziano                                 | Alfiano Natta    | centro             |
| Calliano d'Asti           | Santissimo Nome di Maria                     | Calliano         | centro             |
| Cardona                   | Sant'Eusebio di Vercelli                     | Alfiano Natta    | Cardona            |
| Grana                     | Assunzione di Maria Vergine                  | Grana Monferrato | centro             |
| Montemagno                | Santi Martino Vescovo e Stefano Protomartire | Montemagno       | centro             |
| Odalengo Piccolo          | Santi Maria e Pietro Apostolo                | Odalengo Piccolo | centro             |
| Sanico                    | Sant'Antonio Abate                           | Alfiano Natta    | Sanico             |
| San Desiderio di Calliano | San Desiderio                                | Calliano         | San Desiderio      |
| Villadeati                | Santi Remigio di Reims e Grato di Aosta      | Villadeati       | centro             |
| Zanco                     | San Giorgio Martire                          | Villadeati       | Zanco              |

### Unità pastoraleSan Candido
| Parrocchia               | Patrono                                | Comune               | Frazione/Quartiere       |
| ------------------------ | -------------------------------------- | -------------------- | ------------------------ |
| Montiglio Monferrato     | San Lorenzo Diacono e Martire          | Montiglio Monferrato | centro                   |
| Carboneri                | Santi Antonio e Giacomo                | Montiglio Monferrato | Carboneri                |
| Cocconato                | Santa Maria della Consolazione         | Cocconato            | centro                   |
| Colcavagno               | San Vittore                            | Montiglio Monferrato | Colcavagno               |
| Cortiglione              | Sant'Eusebio                           | Robella              | Cortiglione              |
| Moransengo               | Santi Agata e Vitale                   | Moransengo-Tonengo   | frazione di Moransengo   |
| Murisengo                | Sant'Antonio Abate                     | Murisengo            | centro                   |
| Robella d'Asti           | San Giacomo Apostolo                   | Robella              | centro                   |
| Sant'Anna Monferato      | Sant'Anna                              | Montiglio Monferrato | Sant'Anna                |
| San Candido di Murisengo | San Candido                            | Murisengo            | San Candido di Murisengo |
| Scandeluzza              | Santa Maria                            | Montiglio Monferrato | Scandeluzza              |
| Sorina                   | Natività di Maria Vergine              | Murisengo            | Sorina                   |
| Tonengo                  | Concezione Immacolata di Maria Vergine | Moransengo-Tonengo   | frazione di Tonengo      |

### Unità pastoraleSanta Fede
| Parrocchia         | Patrono                                     | Comune        | Frazione/Quartiere |
| ------------------ | ------------------------------------------- | ------------- | ------------------ |
| Brusasco           | San Pietro Apostolo                         | Brusasco      | centro             |
| Brozolo            | San Giorgio Martire                         | Brozolo       | centro             |
| Cavagnolo          | Santi Eusebio di Vercelli e Secondo Martire | Cavagnolo     | centro             |
| Marcorengo         | San Pietro Apostolo                         | Brusasco      | Marcorengo         |
| Monteu da Po       | San Giovanni Battista                       | Monteu da Po  | centro             |
| Sulpiano di Verrua | Santi Sebastiano e Giorgio                  | Verrua Savoia | Sulpiano           |
| Verrua Savoia      | San Giovanni Battista                       | Verrua Savoia | centro             |